# Mesembrius discophorus
Mesembrius discophorus är en tvåvingeart som först beskrevs av Seguy 1951.  Mesembrius discophorus ingår i släktet Mesembrius och familjen blomflugor.
Artens utbredningsområde är Madagaskar. Inga underarter finns listade i Catalogue of Life.